# Torre Maria (la Bisbal d'Empordà)
Torre Maria és una obra del municipi de la Bisbal d'Empordà inclosa en l'Inventari del Patrimoni Arquitectònic de Catalunya.

## Descripció
Situat al carrer de l'Aigüeta, és un casal aïllat, de planta quadrangular; té soterrani, planta principal i un pis, amb teulada a quatre vessants i torre a la banda nord. Hi ha galeries d'arcs rebaixats a tres dels seus costats que formen terrasses al primer pis, amb baranes de balustres. Les obertures de la façana principal són d'arc de mig punt, emmarcades per motllures; aquesta façana té porxo d'accés i terrassa.

## Història
La "Torre Maria" va ser bastida l'any 1932 per a Àngel Pérez, cubà establert a la comarca, que esdevingué beneficiari d'una gran herència. En l'actualitat l'edifici l'ocupen l'oficina de turisme i diverses dependències de l'Ajuntament de la Bisbal. Així mateix, a la part posterior es va construir el centre d'assistència primària que dona cobertura a la subcomarca de la Bisbal.